# Ологонова, Ирина Игоревна
Ири́на И́горевна Олого́нова (род. 21 января 1990) — российская спортсменка, борец вольного стиля в весе до 55 кг; чемпионка и призёр чемпионатов России по вольной борьбе, призёр чемпионатов Европы и мира, мастер спорта России. Заслуженный мастер спорта России. По национальности — бурятка.

## Биография
Ирина Ологонова родилась 21 января 1990 года в улусе Баянгол Баргузинского района Республики Бурятия. С 2003 года начала заниматься вольной борьбой в районной секции ДЮСШ.
В 8—9 классах начала одерживать первые победы, сначала на районных, а затем на республиканских соревнованиях. В возрасте 16 лет завоевала бронзовую медаль чемпионата России среди юниоров. Тогда же вошла в юниорскую сборную России.
После окончания средней школы начала тренироваться в школе Олимпийского резерва. В 2007 году поступила на технологический факультет Бурятской государственной сельскохозяйственной академии имени В. Р. Филиппова, который закончила в 2012 году.
В возрасте 20 лет впервые выигрывает золотую медаль на чемпионате России среди юниоров. В 2010 году в Перми удостаивается серебряной медали взрослого чемпионата России. Через год в Улан-Удэ Ирина Ологонова завоёвывает первое золото чемпионата России.
На Олимпийские игры в Лондоне Ирина не попала из-за травмы и не участвовала на чемпионате России. После операции на ноге начала тренироваться в 2013 году и завоевала в Санкт-Петербурге бронзовую медаль чемпионата России. В 2014 году во второй раз побеждает на чемпионате России в Новочебоксарске.
На чемпионате мира 2014 года в Ташкенте  занимает второе место, уступив в финале японке Тихо Хамада. На чемпионате Европы-2014 в Вантаа (Финляндия) Ологонова получила бронзу.
В апреле 2015 года в Кемерово Ологонова становится в третий раз чемпионкой России. Вновь серебро чемпионата мира (Лас-Вегас, США) она завоевывает в сентябре 2015 года. В финале Ирина уступает американке Хелен Марулис.
В ноябре 2015 года Ирина Ологонова побеждает в Кубке европейских наций, который проходил в Москве.
10 марта 2016 года Ирина Ологонова впервые в своей карьере завоёвывает золотую медаль на чемпионате Европы, который проходил в Риге. В финальном поединке в весе до 55 кг она в упорном поединке со счетом 6-4 одолела Татьяну Кит из Украины.
На отборочном предолимпийском турнире, проходившем в Стамбуле в начале мая 2016 года, Ирина не смогла завоевать олимпийскую путевку в Рио-де-Жанейро. Ирина дошла до четвертьфинала, где уступила мексиканке Альме Валенсия со счётом 3:4.
В июне 2016 года на чемпионате России в Санкт-Петербурге Ирина завоевала бронзовую медаль в новой для себя “олимпийской” весовой категории до 58 кг.
18 ноября в Бухаресте Ирина в составе сборной России стала победительницей  Кубка европейских наций по женской борьбе. В финале сборная России выиграла у сборной Беларуси со счётом 7-1.
10 декабря 2016 года Ирина Ологонова завоевала серебряную медаль чемпионата мира, проходившего в Будапеште. В финале Ирина проиграла японке Маю Мукаида. Ологонова  в составе сборной команды России выступала в неолимпийской весовой категории 55 килограммов.
По итогам 2016 года Ирина стала второй в ежегодном рейтинге Объединённого мира борьбы. По данным официального сайта, в весовой категории 55 килограммов бурятскую борицу обошла японская спортсменка Маю Мукаида.
15 января 2017 года приказом министра спорта РФ Павла Колобкова Ирине Ологоновой присвоено звание Заслуженного мастера спорта России.
16 сентября 2017 года в Минске Ирина Ологонова стала лучшей на международном турнире «Александр Медведь-2017». победив в финальной схватке.
В январе 2022 года Ологонова стала победительницей международного турнира по вольной борьбе гран-при «Иван Ярыгин».

## Спортивные достижения
- Чемпионат России по женской борьбе 2023 (Каспийск) — ;
- Чемпионат России по женской борьбе 2022 — ;
- Гран-при Иван Ярыгин 2022 — ;
- Чемпионат России по женской борьбе 2021 — ;
- Чемпионат России по женской борьбе 2018 — ;
- Чемпионат Европы по борьбе 2018 — ;
- Чемпионат мира по борьбе 2016 – ;
- Кубок европейских наций по борьбе 2016 — ;
- Чемпионат России по женской борьбе 2016 — ;
- Чемпионат Европы по борьбе 2016 — ;
- Кубок европейских наций по борьбе 2015 (команда) — ;
- Кубок мира по борьбе 2015 — ;
- Чемпионат мира по борьбе 2015 — ;
- Чемпионат России по женской борьбе 2015 — ;
- Гран-при Иван Ярыгин 2015 — ;
- Кубок европейских наций по борьбе 2014 (команда) — ;
- Кубок мира по борьбе 2014 — ;
- Чемпионат мира по борьбе 2014 — ;
- Чемпионат Европы по борьбе 2014 — ;
- Чемпионат России по женской борьбе 2014 — ;
- Гран-при Иван Ярыгин 2014 — ;
- Чемпионат России по женской борьбе 2013 — ;
- Чемпионат России по женской борьбе 2011 — ;
- Чемпионат России по женской борьбе 2010 — ;